# Regionaliseren
Regionaliseren is het ordenen van gegevens in ruimtelijke klassen. Regionaliseren is de geografische tegenhanger van classificeren in andere wetenschappen. Regio’s zijn het resultaat van een regionalisering. Ze kunnen worden omschreven als een min of meer aaneengesloten gebied dat zich van andere regio’s onderscheidt door aard, gerichtheid of samenstelling van tevoren gekozen kenmerken. In de moderne geografie-opvatting is de regio een mentale constructie (tot stand gekomen op grond van voor een bepaald doel gekozen kenmerken) waardoor telkens een ander deel van de (geografische) werkelijkheid wordt belicht.
Net als bij classificeren gelden ook bij het regionaliseren een aantal principes:
- Regionaliseringen dienen altijd een bepaald doel. Het is daarom niet voor de hand liggend bijvoorbeeld om een indeling in klimaatzones te gebruiken als basis voor de bestudering van het voorkomen van economische achterstand.
- De regionalisering van ruimtelijke verschijnselen dient gebaseerd te zijn op de eigenschappen van die verschijnselen
- In elke fase van de regionalisatie dienen dezelfde beginselen te worden toegepast.
- Het differentiërende kenmerk voor de hogere categorie dient belangrijker te zijn dan dat voor een lagere categorie.

Regionaliseren kan op verschillende manieren gebeuren:
- Men spreekt van synthetisch regionaliseren wanneer kleine gebiedseenheden tot grotere regio’s op grond van bepaalde kenmerken samengevoegd worden. Op deze manier komen bijvoorbeeld landbouwregio’s tot stand.
- Men spreekt van analytisch regionaliseren wanneer een groot gebied op grond van gekozen kenmerken in kleinere ruimtelijke eenheden wordt verdeeld. Zo kan met als uitgangspunt een gebiedshoogte van 500 meter een gebied worden verdeeld in laagland en heuvelland.

Inhoudelijk gezien zien eveneens verschillende typen regionalisaties mogelijk:
- Wanneer men zich beperkt tot de intrinsieke eigenschappen van de differentiërende kenmerken, is er sprake van een formele regionalisatie. Te denken valt aan ruimtelijke indelingen van bevolkingsgroepen naar leeftijd, inkomenshoogte of politieke voorkeur. Bodems kunnen op grond van de aard van het materiaal worden ingedeeld in ruimtelijke klassen als zeeklei-, rivierklei-, veen- zand- en lössgebieden. Er ontstaan zo formele regio’s.
- Het is ook mogelijk relatiekenmerken als uitgangspunt te nemen. Dan is sprake van functionele regionalisatie. Het gaat er om dat verschijnselen die op de een of andere manier met elkaar in relatie staan in ruimtelijke klassen worden ondergebracht. Het resultaat is een indeling van een gebied in functionele regio’s. Industriegebieden kunnen worden gezien als voorbeelden van functionele regio’s. Nodale regio’s kunnen worden beschouwd als een bijzondere variant van functionele regio’s. De onderlinge relaties zijn op een bepaald centrum gericht. Bij een nodale regio worden de grenzen gevonden door vooraf bepaalde drempelwaarden van de interactie. Zo kan worden bepaald dat het verzorgingsgebied van een winkelcentrum eindigt waar 49% van de huishoudens georiënteerd is op andere winkelcentra.